# マレーシア航空カーゴ
MASカーゴ（MASkargo）もしくはマレーシア航空カーゴはマレーシア航空の貨物部門。

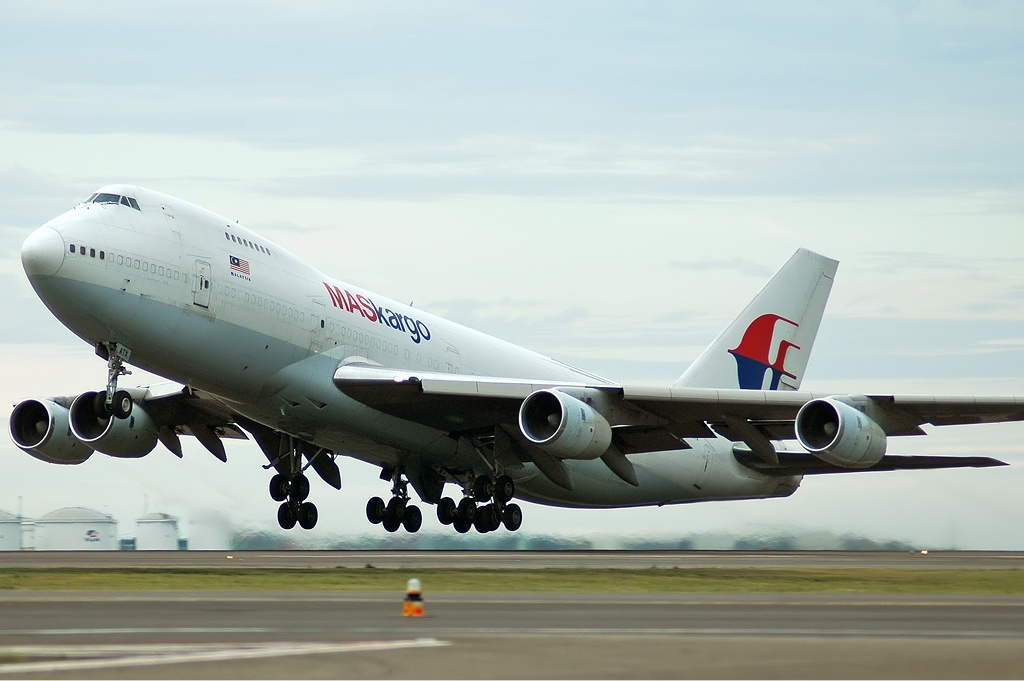
ボーイング747-400

## 就航都市
- オーストラリア
  - シドニー - シドニー空港
- 中華人民共和国
  - 重慶市 - 重慶国際空港
  - 広州市 - 広州白雲国際空港
  - 上海市 - 上海浦東国際空港
- 香港
  - 香港国際空港
- インド
  - チェンナイ - チェンナイ国際空港
  - デリー - インディラ・ガンディー国際空港
  - ムンバイ - ムンバイ国際空港
- インドネシア
  - ジャカルタ - スカルノハッタ国際空港
- 日本
  - 東京 - 成田国際空港
- マレーシア
  - クアラルンプール - クアラルンプール国際空港 （ハブ）
  - コタキナバル - コタキナバル国際空港
  - クチン - クチン国際空港
  - ラブアン - ラブアン空港
  - ペナン - ペナン国際空港
- オランダ
  - アムステルダム - アムステルダム・スキポール空港
- フィリピン
  - マニラ - ニノイ・アキノ国際空港
- 台湾 
  - 台北市 - 台湾桃園国際空港
- タイ
  - バンコク - スワンナプーム国際空港
- ベトナム
  - ハノイ - ハノイ国際空港

## 使用機材

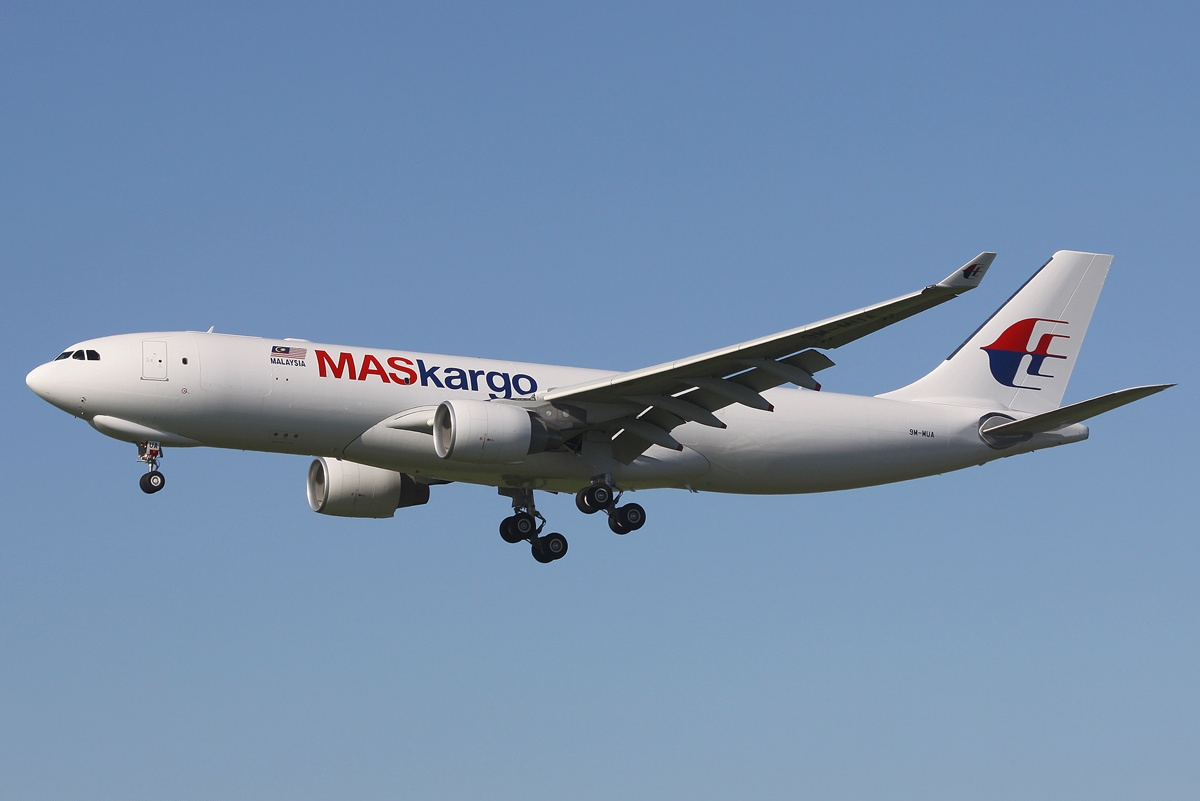
エアバス A330-200F

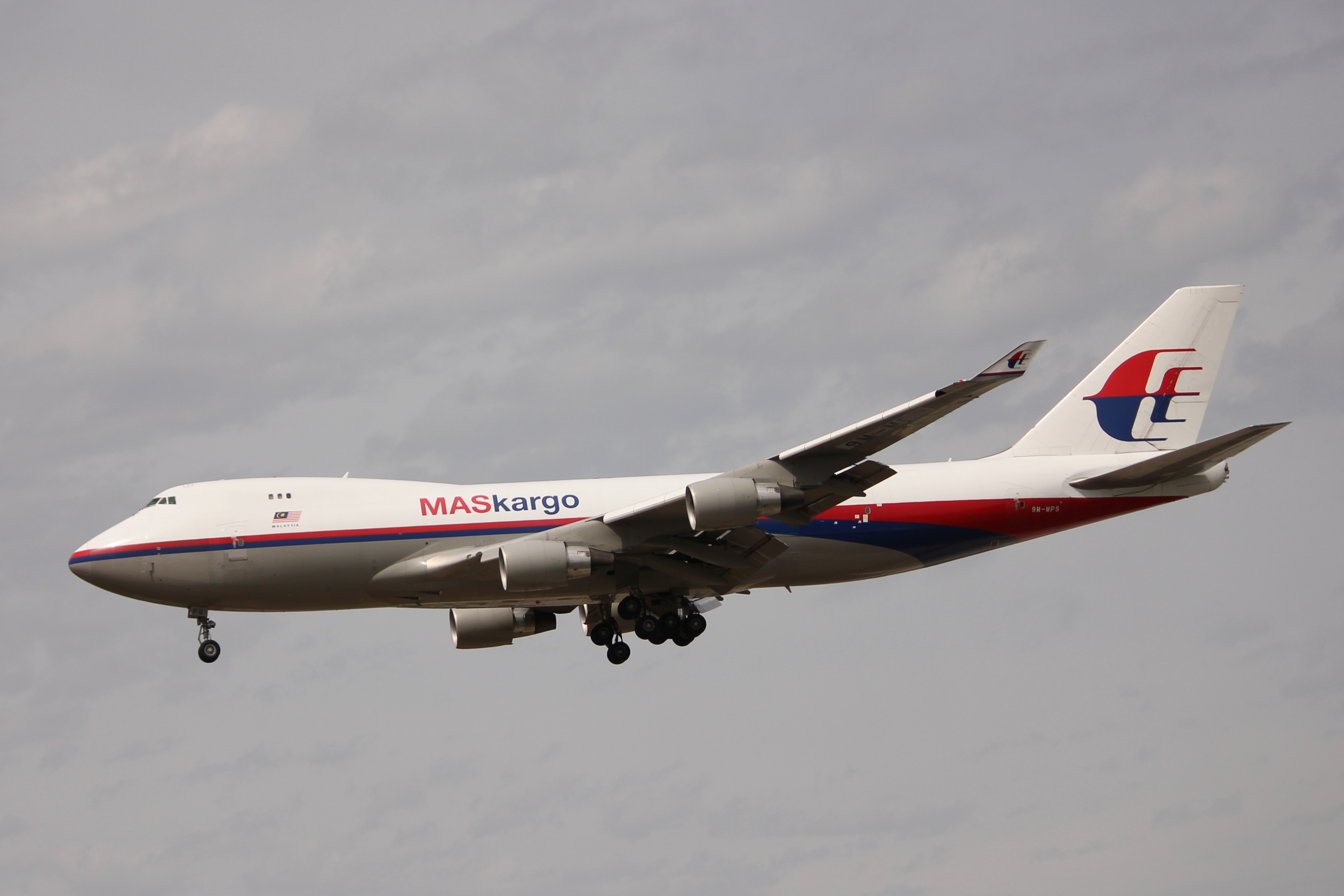
ボーイング747-400F（旧塗装）